# Estrella fulgurant

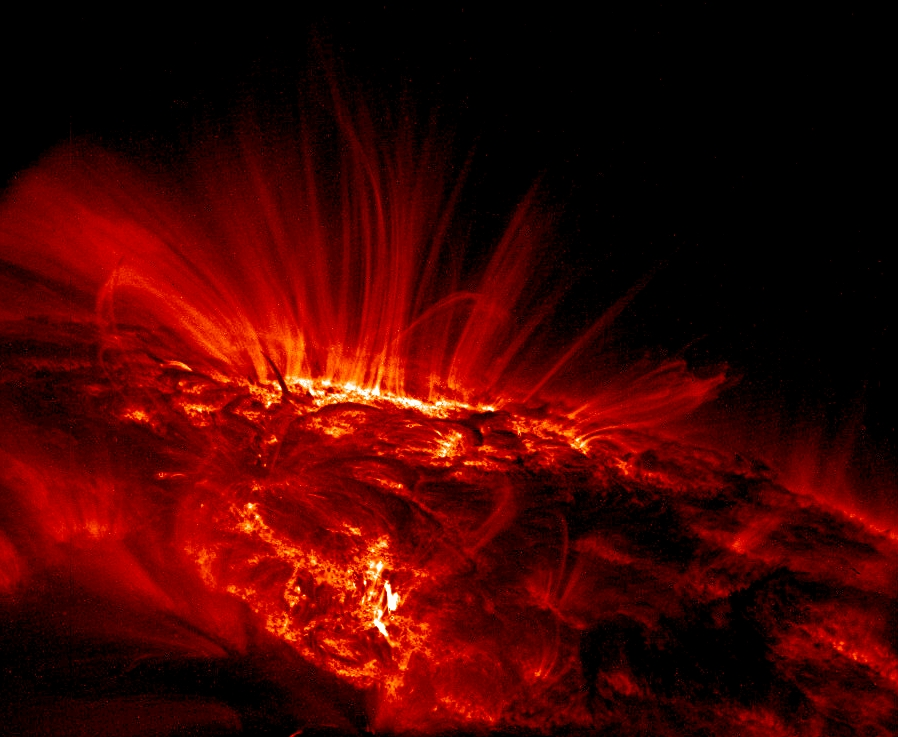
Erupció a la superfície de l'estrella

Una estrella fulgurant és una estrella variable que pot experimentar dramàtics augments impredictibles del seu esclat d'alguns minuts o unes poques hores. L'esclat augmenta en tot l'espectre, des dels raigs X a les ones de ràdio.
Les estrelles fulgurants són febles nanes vermelles, encara que recents investigacions indiquen que les nanes marrons podrien també produir fulguracions.
Les primeres estrelles fulgurants conegudes (V1396 Cygni i AT Microscopii) foren descobertes en el 1924. Encara que la més coneguda de totes les estrelles fulgurants (UV Ceti) fou descoberta en el 1948, i avui en dia les estrelles fulgurants es coneixen a vegades com a variables UV Ceti.
L'estrella més pròxima al nostre Sol, Proxima Centauri, és una estrella fulgurant, com una altra veïna pròxima, Wolf 359. L'estrella de Barnard, el segon sistema estel·lar més pròxim, també se sospita que és una estrella fulgurant. A causa del fet que totes són febles intrínsecament, totes les estrelles fulgurants conegudes estan a uns 60 anys llum de la Terra.
Es creu que les fulguracions de les estrelles fulgurants són similars a les erupcions solars.